# Brian Holzinger
Brian Alan Holzinger (* 10. Oktober 1972 in Parma, Ohio) ist ein ehemaliger US-amerikanischer Eishockeyspieler, der im Verlauf seiner aktiven Karriere zwischen 1989 und 2004 unter anderem 599 Spiele für die Buffalo Sabres, Tampa Bay Lightning, Pittsburgh Penguins und Columbus Blue Jackets in der National Hockey League auf der Position des Centers bestritten hat. Holzinger, der im Jahr 1996 in Diensten der Rochester Americans den Calder Cup der American Hockey League gewann, wurde 1995 als bester Collegespieler der Vereinigten Staaten mit dem Hobey Baker Memorial Award ausgezeichnet.

## Karriere
Holzinger war zunächst für die Padua Franciscan High School im High-School-Ligensystem der Vereinigten Staaten aktiv, bei denen er sich relativ rasch mit überzeugenden Leistungen für eine mögliche professionelle Laufbahn empfahl. Für die Mannschaft erzielte Holzinger in 35 Begegnungen 73 Tore und 65 Assists, bevor er von 1989 bis 1991 für die Detroit Compuware Ambassadors in der North American Hockey League aufs Eis ging. Beim NHL Entry Draft 1991 wurde er in der sechsten Runde an insgesamt 124. Position von den Buffalo Sabres ausgewählt. Anschließend begann der Angreifer ein Studium an der Bowling Green State University und war bis 1995 für deren Eishockeymannschaft, die Bowling Green Falcons, in der National Collegiate Athletic Association aktiv. Während dieser Zeit gewann der US-Amerikaner zahlreiche individuelle Auszeichnungen, unter anderem im Kalenderjahr 1995 diejenige als Akteur des Jahres der Central Collegiate Hockey Association. Die größte Ehrung wurde Holzinger im selben Jahr zuteil, als er den Hobey Baker Memorial Award für den besten männlichen College-Eishockeyspieler erhielt.
Noch im Verlauf der Saison 1994/95 debütierte der Offensivakteur für die Buffalo Sabres in der National Hockey League und absolvierte für das Team jeweils vier Begegnungen in der regulären Saison und den Playoffs, wobei Holzinger insgesamt sechs Punkte verbuchte. In der folgenden Spielzeit war der Rechtsschütze sowohl für die Buffalo Sabres in der National Hockey League als auch für deren Farmteam, die Rochester Americans, in der American Hockey League aktiv. 1996 gewann er mit den Rochester Americans den Calder Cup, wobei der US-Amerikaner mit 24 Zählern in 19 Begegnungen – teamintern zweitbester Punktesammler nach Playoff-MVP Dixon Ward – maßgeblich zu diesem Erfolg beigetragen hatte. Die Spielzeit 1996/97 verbrachte Holzinger komplett im NHL-Kader der Sabres und absolvierte mit 51 Scorerpunkten in 81 Spielen der regulären Saison die statistisch erfolgreichste Spielzeit seiner Laufbahn. Während seines Engagements in Buffalo blieb dem Stürmer der Gewinn des Stanley Cup verwehrt, allerdings erreichte er in der Spielzeit 1998/99 mit den Sabres die Finalserie um die prestigeträchtige Trophäe. Die Dallas Stars setzten sich jedoch mit 4:2-Siegen durch und errangen erstmals den Pokal.
Holzinger blieb bis kurz vor der Trade Deadline im März 2000 in Buffalo tätig, ehe er in einem Tauschhandel gemeinsam mit Cory Sarich, Wayne Primeau und einem Drittrunden-Wahlrecht im NHL Entry Draft 2000 im Austausch für Chris Gratton und einem Zweitrunden-Wahlrecht im NHL Entry Draft 2001 zu den Tampa Bay Lightning transferiert wurde. Drei Jahre lief er im Trikot der Bolts aufs Eis, wobei sich die Eiszeit des US-Amerikaners im Laufe der Zeit aufgrund von Verletzungsproblemen oftmals limitierte. Nachdem er bereits durch eine Schulterverletzung, die sich der Angreifer im Oktober 2001 in einer Partie gegen die Florida Panthers zugezogen hatte, beinahe für die komplette restliche Spielzeit ausgefallen war, setzte ihn ein im September 2002 erlittener Beinbruch erneut für mehrere Monate außer Gefecht. Nach seinem Comeback stand der Rechtsschütze eine Zeitlang für die Springfield Falcons in der American Hockey League auf dem Eis. Im März 2003 gaben ihn die Tampa Bay Lightning im Austausch für Marc Bergevin an die Pittsburgh Penguins ab.
Im Trikot der Penguins kam er zwar regelmäßig zum Einsatz, wies allerdings in der Saison 2003/04 mit einer Plus/Minus-Bilanz von −27 in 61 Begegnungen für die Pittsburgh Penguins den schlechtesten Wert seiner Karriere auf. Im Verlauf dieser Spielzeit tauschten ihn die Pens, abermals kurz vor der Trade Deadline, für den finnischen Stürmer Lasse Pirjetä ein und transferierten den US-Amerikaner in seinen Heimatstaat Ohio zu den Columbus Blue Jackets. Für diese absolvierte Holzinger bis zum Saisonende 2003/04 insgesamt 13 NHL-Spiele mit einem Torerfolg. Nachdem die Spielzeit 2004/05 aufgrund eines Lockouts ausgefallen war, kehrte der Angreifer nicht als professioneller Akteur in die National Hockey League zurück.

### International
Holzinger vertrat sein Heimatland auf internationaler Ebene bei der Junioren-Weltmeisterschaft 1992. In sieben Partien steuerte der Stürmer einen Treffer und eine Torvorlage zum Bronzemedaillengewinn der US-amerikanischen Auswahl bei. Außerdem verbrachte der Rechtsschütze zwei Minuten auf der Strafbank.

## Erfolge und Auszeichnungen
| - 1993 CCHA Second All-Star Team - 1995 CCHA First All-Star Team - 1995 CCHA Player of the Year | - 1995 NCAA West First All-American Team - 1995 Hobey Baker Memorial Award - 1996 Calder-Cup-Gewinn mit den Rochester Americans |

### International
- 1992 Bronzemedaille bei der Junioren-Weltmeisterschaft

## Karrierestatistik

### International
Vertrat die USA bei:
- Junioren-Weltmeisterschaft 1992

(Legende zur Spielerstatistik: Sp oder GP = absolvierte Spiele; T oder G = erzielte Tore; V oder A = erzielte Assists; Pkt oder Pts = erzielte Scorerpunkte; SM oder PIM = erhaltene Strafminuten; +/− = Plus/Minus-Bilanz; PP = erzielte Überzahltore; SH = erzielte Unterzahltore; GW = erzielte Siegtore; 1 Play-downs/Relegation; Kursiv: Statistik nicht vollständig)